# Kanadische Badmintonmeisterschaft 1953
Die Kanadische Badmintonmeisterschaft 1953 fand in Toronto statt. Es war die 26. Auflage der nationalen kanadischen Titelkämpfe im Badminton.

## Titelträger
| Disziplin    | Sieger                    |
| ------------ | ------------------------- |
| Herreneinzel | Donald Smythe             |
| Dameneinzel  | Marjory Shedd             |
| Herrendoppel | Donald Smythe Budd Porter |
| Damendoppel  | Lois Reid Jean Bardsley   |
| Mixed        | Dick Birch Barbara Ince   |